# Garganta Profunda (The X-Files)
Garganta Profunda (en inglés: Deep Throat) es un personaje de ficción, interpretado por el actor Jerry Hardin, en la serie norteamericana de drama y ciencia ficción, The X-Files. Actúa desde un primer momento como confidente, suministrando información al agente especial del FBI, Fox Mulder, para ayudarle a resolver las investigaciones que realiza en casos paranormales, catalogados como expedientes X. La primera aparición de Garganta Profunda transcurre durante el segundo episodio de la primera temporada, en «Deep Throat». El personaje fue asesinado durante el último episodio de la primera temporada, en «The Erlenmeyer Flask». Sin embargo, en varios episodios posteriores hizo pequeñas puestas en escena en flashbacks y visiones. En el episodio «This», de la undécima temporada, se revela su verdadero nombre como Ronald Pakula.
El personaje de Garganta Profunda fue interpretado por Jerry Hardin en todas las apariciones en las que hace su puesta en escena. Después de que el personaje fuera asesinado, el actor Steven Williams, conocido en la serie como X, apareció en escena durante el episodio «The Host», de la segunda temporada, para representar a su predecesor. 
La creación del personaje llamado Garganta Profunda está inspirado en el histórico confidente del FBI, Mark Felt, que se daba a conocer también bajo el seudónimo de «Deep Throat», que fue quién destapó el escándalo del Watergate y fue interpretado por Donald Sutherland en la película JFK.

## Concepto histórico
El director de la serie, Chris Carter, aseguró que el personaje Garganta Profunda de The X-Files, estaba «sin lugar a dudas» inspirado en el histórico agente federal «Deep Throat». El verdadero Garganta Profunda era un confidente que filtraba información sobre el escándalo del Watergate a los periodistas Carl Bernstein y Bob Woodward. Posteriormente se desenmascaró su identidad y se supo que ese Garganta Profunda era Mark Felt, director adjunto del FBI. También tuvo influencia sobre el Garganta Profunda de The X-Files el personaje llamado X, interpretado por Donald Sutherland en la película JFK, del director Oliver Stone, donde revela información sobre la posibilidad de que el asesinato de John Fitzgerald Kennedy fuera orquestado por miembros del gobierno norteamericano. Chris Carter sintió la necesidad de crear un personaje que cerrara la brecha entre los agentes del FBI, Fox Mulder (David Duchovny) y Dana Scully (Gillian Anderson), y las facciones conspiradoras que estaban en contra de ellos; creando un personaje «que trabajaba en un nivel del gobierno que no teníamos ni idea de que pudiera existir».
Chris Carter se interesó por Jerry Hardin después de verle en la película La Tapadera de 1993. Hardin pensó que su interpretación sería sólo para una única aparición, pero estuvo asistiendo regularmente, trasladándose a Vancouver donde tenía lugar el lugar de rodaje. El productor Howard Gordon habló de la elusividad en cuanto a las lealtades del personaje, afirmando que durante la producción se dejaba a menudo en la ambigüedad de si era realmente «aliado o enemigo». Después de grabar la muerte del personaje al final de la primera temporada, en el episodio The Erlenmeyer Flask, Jerry Hardin hizo un brindis con champán y le dijo a Chris Carter que «nadie muere realmente en The X-Files». Así mismo, Hardin hizo varias apariciones extra como Garganta Profunda en unas visiones del primer episodio de la tercera temporada, en «The Blessing Way», y en el segundo episodio de la séptima temporada, en «The Sixth Extinction II: Amor Fati», así como en frecuentes flashbacks de la cuarta temporada, como en el episodio «Musings of a Cigarette Smoking Man» y al final de la tercera temporada, en el episodio «Talitha Cumi».

## Arco del personaje
Durante la primera temporada de The X-Files Garganta Profunda suministraba información a Mulder y a Scully. Una información tan sensible que no podrían haberla obtenido de no ser por la ayuda de este confidente. Como miembro desconocido del Sindicato que nunca se dejó ver entre los miembros de esta facción secreta, gozaba de una buena posición en el Gobierno Federal de Estados Unidos y eso le permitía estar al tanto de una gran cantidad de información. Garganta Profunda creía que las verdades que el Sindicato mantenía ocultas necesitaban ser puestas a disposición del público y estaba convencido de que Mulder era la única persona capaz de darlas a conocer. Sin embargo, durante la desaparición de Max Fening, Garganta Profunda suministraba información falsa a Mulder con intención de desinformarlo y desviarle de sus investigaciones. Después dijo que el público no estaba aún preparado para conocer algunas verdades.
Durante la Guerra de Vietnam Garganta Profunda trabajó para la Agencia Central de Inteligencia. Un OVNI fue derribado en Hanói por el Cuerpo de Marines y el extraterrestre que sobrevivió al accidente fue llevado ante Garganta Profunda para que este pudiera ejecutarlo. Posteriormente Garganta Profunda aseguró que la razón por la cual suministraba información a Mulder era como una forma de redimir sus actos del pasado. Igualmente dijo que «participó en algunas de las mentiras más insidiosas y fue testigo de hechos que ningún hombre cuerdo podría imaginarse».
En el último episodio de la primera temporada, en «The Erlenmeyer Flask», Mulder fue tomado como rehén por un grupo operativo de hombres de negro a raíz de sus investigaciones sobre un proyecto de un híbrido humano-extraterrestre. Temiendo por la vida de Mulder, Garganta Profunda ayudó a Scully a acceder a una instalación de contención de alto nivel, de donde extrae un feto extraterrestre preservado criogénicamente y poderlo utilizar como garantía para salvar a Mulder. El intercambio fue realizado entre Garganta Profunda y los hombres de negro, y es entonces cuando es asesinado por un disparo a quemarropa por Crew Cut Man. Garganta Profunda fue enterrado en el Cementerio Nacional de Arlington. En momentos posteriores de la serie aparece en unas visiones experimentadas por Mulder durante su recuperación en una reserva Navajo y, nuevamente, años más tarde, en una escena con El Fumador.

## Recepción
El personaje de Garganta Profunda ha tenido una muy buena acogida por los críticos y seguidores de The X-Files. La revista Entertainment Weekly describió la actuación de Jerry Hardin como un personaje «apesadumbrado y hastiado del mundo». La primera aparición debutante de Hardin como Garganta Profunda estuvo numerada como el 37.º mejor momento televisivo de los años 90. Sin embargo, a veces Hardin sentía que su presencia en episodios como «El Fantasma de la Máquina» parecían «innecesarios». El periódico San Jose Mercury News calificó la primera aparición debutante de Garganta Profunda como «el nuevo personaje puesto en escena más interesante de la televisión».
Chris Carter ha asegurado que la actuación de Hardin dio un elemento de «credibilidad» que la serie necesitaba, y consideró que el episodio «E.B.E.» fue una gran oportunidad para ampliar el papel del personaje. Escribiendo para The A.V. Club, Zack Handlen calificó la muerte de Garganta Profunda como «un momento impactante, incluso cuando intuyes que va a suceder de un momento a otro», elogiando la evidente «desesperación» en la actuación de Hardin, pero al mismo tiempo lamentando su desaparición durante el «curso de su continuidad», que llevó al personaje a ser rápidamente reemplazado por X, interpretado por Steven Williams.
Ben Rawson-Jones, en su crítica escrita para Digital Spy, dijo que durante el período en el que Garganta Profunda estuvo en The X-Files, fue «indudablemente la puesta en alza de la serie», y elogió de manera encomiable la actuación de Hardin en el papel de Garganta Profunda. Brian Lowry, en su libro The Truth Is Out There, ha caracterizado que el personaje «ayudó a establecer un tono y un trasfondo de gravedad en The X-Files, y fue lo que proporcionó la columna vertebral de la serie». AJ Black, en The Companion, escribió acerca de la influencia que tuvo el escándalo del Watergate en The X-Files, y hace notar lo siguiente: «Mientras que la participación de Garganta Profunda en The X-Files, ostensiblemente fácil de considerar como una trampa narrativa para las investigaciones de Mulder, sirve en verdad para realzar aún más las conexiones más profundas de la serie con la historia conspirativa de los años 70».